# Ecser megállóhely
Ecser megállóhely egy Pest vármegyei vasútállomás, Ecser községben, melyet a MÁV és Ecser önkormányzata közösen üzemeltet és tart rendben.

## Története
A Budapest–Újszász–Szolnok-vasútvonal építésekor, 1882-ben Ecser kimaradt a megállóhely építésekből, lakói számára a legközelebb Maglód vasútállomás volt, ahol vonatra szállhattak. (A ma már hozzá közelebb lévő Rákoskert megállóhely csak 1933-ban nyitott meg.)
A község vezetése csak 1908-ban kérvényezte a Magyar Államvasutaknál egy rendes kitérő építését, a kezdettől fogva meglévő Ecser 7. sz. őrh. (Ecser, 7-es számú őrház) helyett, ahol sem le, sem fel nem lehetett szállni a lakosoknak. Az 1908-as kérvényezés sikerrel járt, az 1910-es évek elején épült fel a régi állomásépület és lett ezzel saját állomása a településnek. Ezt 1935-ben helyi kérésre nagyjából 200 méterrel közelebb helyezték Rákoskerthez, amivel éppen 20 km-en belülre került a Keleti pályaudvartól mérve, így azóta a helyiek olcsóbban utazhatnak a fővárosi végállomásra.
Ma is használatos állomásépületét 1936-ban építették fel. 2012 nyarán újították fel, emelt minőségben. A MÁV egy 2012-ben indult mintaprojekt pozitív tapasztalatai alapján 2014-ben megállapodást kötött a helyi önkormányzattal, aminek értelmében a település vette át az épület és környezete tisztán és rendbentartását, amiért a vasúttársaság évente 1,6 millió forintot fizetett. 2015-ben a MÁV-val kötött szerződés lejárt, ekkor Ecser önkormányzata ellenszolgáltatás nélkül is vállalta a munka továbbvégzését. A szerződések újrakötésekor a vasút magasabb költségű munkákat várt volna el a társult önkormányzatoktól, azonban az éves díjat a felére csökkentette volna. Másfél évnyi tárgyalást követően 2017 vége felé ismét megállapodás született, ezúttal határozatlan időre, így a váróterem nyitásáról és a megállóhely utasforgalmi létesítményeinek tisztán tartásáról azóta is a település gondoskodik.

## Megközelítés tömegközlekedéssel
- Busz:  504, 505, 506, 575

## Forgalom
| Járat               | Útvonal | Gyakoriság                  |
| ------------------- | --- | --------------------------- |
| S60                 | Budapest-Keleti – Kőbánya felső – Rákos – Rákoshegy – Rákoskert – Ecser – Maglód – Maglódi nyaraló – Gyömrő – Mende – Pusztaszentistván – Sülysáp (– Szőlősnyaraló – Tápiószecső – Szentmártonkáta – Nagykáta – Tápiószentmárton – Farmos – Tápiószele – Tápiógyörgye – Újszász – Zagyvarékas – Szolnok) | Kb. félóránként             |
| Vitorlás InterRégió | Szolnok – Újszász – Nagykáta – Szentmártonkáta – Tápiószecső – Szőlősnyaraló – Sülysáp – Pusztaszentistván – Mende – Gyömrő – Maglódi nyaraló – Maglód – Ecser – Rákoskert – Rákoshegy – Rákos – Kőbánya felső – Ferencváros – Budapest-Kelenföld – Velence – Székesfehérvár – Balatonaliga – Szabadisóstó – Szabadifürdő – Siófok – Balatonszéplak felső – Balatonszéplak alsó – Zamárdi felső – Zamárdi – Szántód – Balatonföldvár – Balatonszemes – Balatonlelle – Balatonboglár – Fonyódliget – Fonyód | Nyári hétvégéken napi 1 pár |